# Gerano
Gerano ( Jeranu [iɛɾanu] segons el dialecte local)és un comune (municipi) de la ciutat metropolitana de Roma, a la regió italiana del Laci, situat uns 40 km a l'est de Roma. Compta amb una població de 1146 habitants. Des del 2001 forma part de la unió de comuni de la vall del Giovenzano. Gerano limita amb els municipis de Bellegra, Canterano, Cerreto Laziale, Pisoniano, Rocca Canterano i Rocca Santo Stefano.

## Geografia
El poble es troba sobre un turó a 502 metres sobre el nivell del mar al massís Ruffié, una formació calcària dels subapenins lacials.
L'11 de març de 2000 a les 11:35 el poble va patir un violent terratrèmol de 4,3 a l'escala Richter amb epicentre a Rocca Canterano - Canterano.
Pel que fa a la classificació climàtica dels comuni italians, forma part de la zona E, 2229 GR/G des del 2017. Fins al 2016 era zona D, 1898 GR/G.

## Història
Es desconeix l'any de fundació de Gerano; tanmateix, se sap que l'any 1005 s'hi constituí un castrum. A l'edat mitjana, per la seva importància estratègica i econòmica, com a capital de la Massa Giovenzana va ser focus d'interès del papa Gregori VII que el 1077 va confirmar que el poble es dividira entre les diòcesi de Tivoli i l'abadia de Subiaco.

## Patrimoni i llocs d'interès

### Arquitectura religiosa

#### Església de l'Ascensió de Maria (segle X)
Es troba al centre del poble, el seu campanar fa 25 m d'alçada i compta amb 4 campanes.

#### Església de Sant Llorenç (segle XII)
Es troba a les portes del centre històric. El seu campanar fa 21,8 m d'alçada i només té una campana.

#### Església de santa Anatòlia (segle VI)
Situat a la zona de Collevecchio/Santa Anatolia, va néixer com a Curtis Dominica ja al segle VI esdevenint una autèntica església amb un important paper com a centre religiós cap al segle X. Es va consolidar i ampliar amb una sèrie d'intervencions al segle XVI que el van portar a l'aspecte actual. És l'església més antiga de la vall de Giovenzano.
Cap al segle x, Curtis Dominica es va convertir en una autèntica església, assumint el paper de centre religiós i destinació de processons. La cara de l'estructura és fruit d'una sèrie d'intervencions del segle XVI destinades a consolidar i ampliar l'edifici original. Des del segle v, la zona on avui hi ha l'església de Santa Anatòlia s'utilitzava per a la celebració de fires de bestiar i productes de la terra, les anomenades nundinae.

#### Església de santa Anna (1773)
L'església més petita del poble (7 × 5 m) es troba fora del centre històric prop de Fontana di Leo.

### Arquitectura civil i militar
- Torre de l'abat Joan V, segle XI.
- Murs del castell amb espitlleres.
- Il Poggio, Fort Medieval, 1145.
- Palazzo Signorile, del segle XI (Ju Palazzu, en geranès).
- Palau de la Cort, segle XIV.
- Fontana Vecchia, font del segle I.
- Font del Ciocio, font del segle II.
- Fontana di Leo, font del segle II
- Morra dei Briganti
- Ruïnes de Villula Romana.

### Tradicions

#### Festa de la Madonna del Cuore iInfiorata
Gerano organitza la festa en honor de la Madonna del Cuore el primer diumenge després de Sant Marc (25 d'abril) i organitzen la catifa floral o infiorata més antiga d'Itàlia. Només s'utilitzen pètals de flors i fulles de diversos tipus per a la creació de tapissos florals.

#### Festa i fira de Santa Anatòlia
Data de l'any 1838 i se celebra cada any els dies 9 i 10 de juliol a la gespa de davant de la petita església que porta el nom de la santa. Les festes d'aquest tipus s'anomenen nundinae i mostren activitats i productes ramaders locals. Santa Anatòlia també és la patrona dels gitanos i encara avui aquesta festa atrau nombroses comunitats gitanes d'arreu d'Itàlia.

### Museus
- Museu de la Infioratta[15]
- Museu de les antigues caixes de llautó.[16]